# Cosmarium holmiense
Cosmarium holmiense  là một loài Song tinh tảo trong họ Desmidiaceae, thuộc chi Cosmarium.